# 堀奈津子
堀 奈津子（ほり なつこ）は日本の気象予報士・防災士・健康気象アドバイザー。舞夢プロ所属の気象キャスター。NPO法人気象キャスターネットワーク会員。
兵庫県西宮市出身
関西大学社会学部社会学科マス•コミュニケーション学専攻卒業。

## 経歴
- 気象キャスターに就業するまでは日東電工株式会社の受付だった[2]。
- 2012年にジェイコム関西「８時です！生放送！！」で気象キャスターデビュー。
- 同年10月よりテレビ大阪に起用され「ニュースBIZ」を担当。
- 2015年以降は「ニュースリアルKANSAI」、「ニュースリアルFRIDAY」、「やさしいニュース」などの天気コーナーを担当した。

## 過去の出演番組
- 8時です! 生放送!!（2012年4月 - 12月）
- ニュースBIZ（2012年10月 - 2013年3月29日）
- 夕刊７チャンネル（2013年4月1日 - 2015年3月26日)
- ニュースリアルFRIDAY（2015年3月27日 - 2018年3月31日)
- ニュースリアルKANSAI（2015年3月30日 - 2018年3月31日）
- 金曜報道スペシャル（2017年4月7日 - 2018年3月30日）
- やさしいニュース（2018年4月2日 - 2019年3月29日　2020年8月17日-21日）
- かんさい情報ネットten!天気コーナー（2019年12月25日　2021年6月9日,8月25日）（蓬莱大介体調不良による代理）(2022年7月25日-27日,8月8日-10日,8月12日,8月15日-17日,2023年11月7日）
- ウェークアップ！ぷらす（2020年8月15日）
- 情報ライブ ミヤネ屋（2020年8月24日-8月25日　2021年6月9日,8月2日-8月6日,8月25日　2022年7月25日-7月27日,8月8日-8月10日,8月12日,8月15日-17日）
- 朝生ワイド す・またん!（2022年1月14日、3月31日）（丸田絵里子・達淳一休暇による代理）
- ウェークアップ！（2022年7月30日）